# Agencja Bezpieczeństwa Wewnętrznego
Die Agencja Bezpieczeństwa Wewnętrznego (ABW; deutsch Agentur für Innere Sicherheit) ist der polnische Inlandsgeheimdienst mit Sitz in Warschau. Als Regierungsinstitut für die polnische Sicherheit im Inland versucht er Gefahren für den polnischen Staatsapparat rechtzeitig zu neutralisieren.

## Aufgaben
Zu den Aufgaben der ABW gehören:
- Aufklärung und Neutralisierung von Bedrohungen der inneren Sicherheit des polnischen Staates und seiner Verfasstheit. Dazu gehört der Schutz der Verfassung, Unabhängigkeit, Souveränität und die Unantastbarkeit des polnischen Territoriums
- Aufklärung und Verfolgung von Straftaten in den Bereichen
  - Organisierte Kriminalität
  - Spionage, Terrorismus, Verrat von Staatsgeheimnissen
  - Straftaten gegen die Finanzordnung des Staates
  - Korruption durch Beamte oder Angestellte des öffentlichen Dienstes
  - Produktionsprozesse und Warenaustausch mit Gütern, Technologien und Dienstleistungen mit strategischer Bedeutung für die Sicherheit Polens
  - Illegale Produktion, Besitz und Verkauf von Waffen, Munition, Explosivstoffen, Massenvernichtungswaffen und psychotropen Substanzen
- Sicherheitsdienste im Rahmen des Staatsschutzes
- Schutz von Staatsgeheimnissen im Bereich der auswärtigen Beziehungen
- Identifikation und Analyse von Informationen, die die innere Sicherheit Polens und des Verfassungsschutzes betreffen könnten sowie deren Bereitstellung an die entsprechenden Staatsorgane
- Durchführung von Aufgaben, die als geheim eingestuft sind oder durch internationale Absprachen bestimmt sind

## Struktur
- Departament für teleinformationstechnische Sicherheit (Departament I)
- Departament Konteraufklärung (Departament II)
- Departament Strafverfolgung (Departament III) bestehend u. a. aus
  - Abteilung für die Sicherstellung der Durchführung von Antiterror-Maßnahmen
- Departament Schutz von vertraulichen Informationen (Departament IV)
- Departament operationell-taktische Unterstützung (Departament V)
- Departament Innere Sicherheit und Audit (Departament VI)
- Antiterroristisches Zentrum (CAT - Centrum Antyterrorystyczne)
- Rechtsbüro (Büro A)
- Büro für kriminalistische Untersuchungen (Büro B)
- Büro des Amtsleiters (Büro D)
- Büro für Beweise und Archiv (Büro E)
- Finanzbüro (Büro F)
- Personalbüro (Büro K)
- Büro für Logistik (Büro L)
- Zentraler Schulungsbereich (COS - Centralny Ośrodek Szkolenia) in Emów, Woiwodschaft Masowien

Der ABW verfügt über 16 regionale Dienststellen und wurde ab dem 16. Januar 2008 von Krzysztof Bondaryk geleitet. 2008 wurde bekannt, dass der ABW plant die Adressdaten aller Briefe in Polen zu scannen. Damit sollte eine Datenbank aufgebaut werden, deren Daten schriftvergleichend ausgewertet werden. Die Ausstattung der polnischen Post mit entsprechenden Scannern sollte 250 Millionen Złoty kosten.
Seit 2023 wird der Geheimdienst von Rafal Syrysko geleitet.